# Adelaide Tosi
Pour les articles homonymes, voir Tosi.
Répertoire
- Pamira (Le siège de Corinthe)
- Reine Elisabeth (Elisabetta al castello di Kenilworth)
- Betly (Betly)

Scènes principales
- Théâtre Carlo Felice (Gênes)
- La Scala (Milan)
- Teatro San Carlo (Naples)

Adelaide Tosi (née le 20 mai 1800 à Cassano d'Adda (province de Milan) et morte le 15 mars 1859 à Naples) est une soprano italienne.

## Biographie
Adelaide Tosi étudia auprès de Girolamo Crescentini puis commença sa carrière professionnelle à Milan en 1821. Elle connut bientôt un certain succès quand le 12 mars 1822, elle prit le rôle d'Azema lors de la première de L'esule di Granata de Giacomo Meyerbeer à La Scala. Considérée comme une cantatrice majeure de son époque, Adelaide Tosi a créé des œuvres de Bellini et Donizetti.
Elle fut l'épouse du comte Ferdinando Lucchesi Palli, consul général du royaume des Deux-Siciles aux États-Unis, descendant de la famille princière de Sanseverino et grand connaisseur de l'art lyrique. Leur fils, le comte Eduardo Febo Achille Lucchesi Palli, est connu pour avoir légué la biblioteca Lucchesi Palli dont le fonds est actuellement conservé auprès de la Biblioteca nazionale Vittorio Emanuele III de Naples et qui est essentiellement constituée d'œuvres dramatiques et d'une archive musicale,.

## Rôles et scènes
(La date se réfère à la première) :
- Azema, dans L'esule di Granata de Giacomo Meyerbeer à La Scala, première du 12 mars 1822.
- Bianca, dans Bianca e Gernando de Vincenzo Bellini, au Teatro San Carlo Naples, en 1826[4].
- Argelia, dans L'esule di Roma (L'Exilé de Rome), un mélodrame héroïque (melodramma eroico) en 2 actes de Gaetano Donizetti, première le 1er janvier 1828[5].
- Bianca, dans Bianca e Fernando de Vincenzo Bellini pour la cérémonie d'inauguration du Teatro Carlo Felice de Gênes le 7 avril 1828.
- Pamira, dans Le Siège de Corinthe de Gioachino Rossini, Real Teatro San Carlo di Napoli, première du 4 octobre 1828.
- Neala, dans Il paria, un mélodrame héroïque (melodramma eroico) en 2 actes de Gaetano Donizetti, 1829.
- Elisabetta, Regina d'Inghilterra, dans Elisabetta al castello di Kenilworth, opéra en trois actes de Gaetano Donizetti, première du 6 juillet 1829.
- Caterina, dans Caterina di Guisa de Carlo Coccia, à La Scala, première du 14 février 1833.
- Betly, dans Betly de Donizetti au Teatro Nuovo de Naples, première du 21 août 1836.